# The Intruder (film 1914 Cabanne)
The Intruder è un cortometraggio muto del 1914 diretto da Christy Cabanne.

## Produzione
Il film fu prodotto dalla Majestic Motion Picture Company

## Distribuzione
Il film, un cortometraggio in due bobine distribuito dalla Mutual Film, uscì nelle sale statunitensi il 7 giugno 1914. Nello stesso anno uscì un altro film con lo stesso titolo The Intruder, interpretato da Wallace Reid.